# بطولة آسيا للملاكمة للهواة 1999
أقيمت النسخة العشرون من بطولة آسيا للملاكمة للرجال في الفترة من 23 إلى 30 أكتوبر 1999 في طشقند بـأوزبكستان.

## ملخص الميداليات
| Event                       | الذهبية                        | الفضية                           | البرونزية                        |
| --------------------------- | ------------------------------ | -------------------------------- | -------------------------------- |
| وزن الذبابة الخفيف 48 كجم   | ديلشود يولداشيف · أوزبكستان    | سوبان بانون · تايلاند            | يانغ شيانغ تشونغ · الصين         |
| وزن الذبابة الخفيف 48 كجم   | ديلشود يولداشيف · أوزبكستان    | سوبان بانون · تايلاند            | دانيلو ليريو · الفلبين           |
| وزن الذبابة 51 كجم          | كيم تاي كيو · كوريا الجنوبية   | أرلان ليريو · الفلبين            | محمد رحيم رحيمي · إيران          |
| وزن الذبابة 51 كجم          | كيم تاي كيو · كوريا الجنوبية   | أرلان ليريو · الفلبين            | بولات زوماديلوف · كازاخستان      |
| وزن الديك 54 كجم            | عليشر رحيموف · أوزبكستان       | تالايبيك كاديرالييف · قرغيزستان  | سيريك زيليلوف · كازاخستان        |
| وزن الديك 54 كجم            | عليشر رحيموف · أوزبكستان       | تالايبيك كاديرالييف · قرغيزستان  | سونتايا وونغبراتيس · تايلاند     |
| وزن الريشة 57 كجم           | تولكونباي تورغونوف · أوزبكستان | بيكزات ستتارخانوف · كازاخستان    | مظفر يوسوبيكوف · قرغيزستان       |
| وزن الريشة 57 كجم           | تولكونباي تورغونوف · أوزبكستان | بيكزات ستتارخانوف · كازاخستان    | سوتيساك ساماكسامان · تايلاند     |
| الوزن الخفيف 60 كجم         | نورجان كريمجانوف · كازاخستان   | لاري سيميلانو · الفلبين          | ناريندرا رانا · الهند            |
| الوزن الخفيف 60 كجم         | نورجان كريمجانوف · كازاخستان   | لاري سيميلانو · الفلبين          | جورابيك نابييف · أوزبكستان       |
| وزن خفيف الوسط 63.5 كجم     | محمد عبد اللاييف · أوزبكستان   | هوانغ سونغ بوم · كوريا الجنوبية  | باتيرخان زاكيسيباييف · كازاخستان |
| وزن خفيف الوسط 63.5 كجم     | محمد عبد اللاييف · أوزبكستان   | هوانغ سونغ بوم · كوريا الجنوبية  | جاكريت سواناليرد · تايلاند       |
| وزن الوسط 67 كجم            | باركبوم جانغفوناك · تايلاند    | دانيار مونايتباسوف · كازاخستان   | اسفنديار محمدي · إيران           |
| وزن الوسط 67 كجم            | باركبوم جانغفوناك · تايلاند    | دانيار مونايتباسوف · كازاخستان   | سراج الدين نعيموف · أوزبكستان    |
| وزن خفيف المتوسط 71 كجم     | يرماخان إبرايموف · كازاخستان   | نوربيك كاسينوف · قرغيزستان       | باتمونخيين إنخبايا · منغوليا     |
| وزن خفيف المتوسط 71 كجم     | يرماخان إبرايموف · كازاخستان   | نوربيك كاسينوف · قرغيزستان       | همايون أميري · إيران             |
| الوزن المتوسط 75 كجم        | عبد الرحمن · الصين             | فلاديسلاف فيزيلتر · قرغيزستان    | فياتشيسلاف بوربا · كازاخستان     |
| الوزن المتوسط 75 كجم        | عبد الرحمن · الصين             | فلاديسلاف فيزيلتر · قرغيزستان    | كيم هو تشول · كوريا الجنوبية     |
| وزن خفيف الثقيل 81 كجم      | سيرجي ميخائيلوف · أوزبكستان    | أولجاس أورازالييف · كازاخستان    | جمال سناتي · إيران               |
| وزن خفيف الثقيل 81 كجم      | سيرجي ميخائيلوف · أوزبكستان    | أولجاس أورازالييف · كازاخستان    | تشاو يونغ · الصين                |
| الوزن الثقيل 91 كجم         | رسلان تشاجايف · أوزبكستان      | طلعت دوسانوف · كازاخستان         | عدنان علي · الكويت               |
| الوزن الثقيل 91 كجم         | رسلان تشاجايف · أوزبكستان      | طلعت دوسانوف · كازاخستان         | روح الله حسيني · إيران           |
| الوزن الثقيل السوبر +91 كجم | رستم سعيدوف · أوزبكستان        | مختار خان ديلدابيكوف · كازاخستان | ألكسندر بولميلويكو · قرغيزستان   |
| الوزن الثقيل السوبر +91 كجم | رستم سعيدوف · أوزبكستان        | مختار خان ديلدابيكوف · كازاخستان | علي منصور · لبنان                |

## جدول الميداليات
*   البلد المضيف (مضيف)
| المرتبة | فريق           | ذهبية | فضية | برونزية | المجموع |
| ------- | -------------- | ----- | ---- | ------- | ------- |
| 1       | أوزبكستان      | 7     | 0    | 2       | 9       |
| 2       | كازاخستان      | 2     | 5    | 4       | 11      |
| 3       | تايلاند        | 1     | 1    | 3       | 5       |
| 4       | كوريا الجنوبية | 1     | 1    | 1       | 3       |
| 5       | الصين          | 1     | 0    | 2       | 3       |
| 6       | قرغيزستان      | 0     | 3    | 2       | 5       |
| 7       | الفلبين        | 0     | 2    | 1       | 3       |
| 8       | إيران          | 0     | 0    | 5       | 5       |
| 9       | الهند          | 0     | 0    | 1       | 1       |
| 9       | منغوليا        | 0     | 0    | 1       | 1       |
| 9       | الكويت         | 0     | 0    | 1       | 1       |
| 9       | لبنان          | 0     | 0    | 1       | 1       |
| المجموع | المجموع        | 12    | 12   | 24      | 48      |

## روابط خارجية
- Asian Boxing Confederation